# Deckname Shredderman
Deckname Shredderman (Originaltitel: Shredderman Rules) ist ein amerikanischer Kinderfilm aus dem Jahr 2007. Der Film wurde für den Fernsehsender Nickelodeon produziert und erstmals am 9. Juni 2007 in den USA und am 8. Dezember 2007 in Deutschland ausgestrahlt.

## Handlung
Nolan Byrd, ein schüchterner, aber technisch versierter Achtklässler, erhält von seinem Lehrer Mr. Green ein Multimedia-Projekt. Unter dieser Vorgabe fasst Nolan den Entschluss, ein Exposé über den Schulkameraden Bubba Bixby zu machen, der ihn und viele andere Schüler schikaniert. Um eine mögliche Rache Bubba’s zu vermeiden, lädt Nolan das Gefilmte unter dem Pseudonym Shredderman auf eine Webseite. Dadurch wird Direktor Dr. Voss auf Bubba’s Tun aufmerksam, was für Bubba disziplinarische Folgen hat. Nolans Filmaktivität erstreckt sich dabei auch auf die gesamte Schule, wodurch es ihm gelingt, selbst Dr. Voss bei nicht ganz korrekten Handlungen zu entlarven. Des Weiteren ertappt Nolan Bubbas Vater dabei, wie er, als Leiter eines Abfallentsorgungsunternehmens, dem Dr. Voss nahe steht, unter dem Deckmantel eines Stadterneuerungsprojekts Abwasser in einen örtlichen Teich leitet. Nolan veröffentlicht die Beweise online und die Nachricht verbreitet sich schnell, was Nolan dazu inspiriert, auch den geplanten Bau einer Kläranlage zu sabotieren, die den schönen Stadtpark zerstören würde. Nolans Vater, ein lokaler Journalist, beginnt daraufhin mit der Untersuchung der Vorgänge in der Stadt.
Am Tag der Unterzeichnung der Urkunde für den Kläranlagenbau gelingt es Nolan, Bubbas Vater mit Hilfe einem Spielzeugbootes und zwei Flugzeugpaaren zu entlarven. Dr. Voss versucht ihn zwar aufzuhalten, kann aber letztendlich nichts ausrichten. Bob wird verhaftet und zu Zivildienst an der Schule verurteilt, während der gedemütigte Dr. Voss aus dem Schuldienst entlassen wird. Nolans Vater reist nach der erfolgreichen Veröffentlichung seiner Story für eine größere Geschichte nach Großbritannien. Shredderman wird berühmt, obwohl Nolan weiterhin seine Identität verbirgt.

## Hintergrund
Für den Soundtrack wurden die Titel Better Days von Paul Doucette und Walkin' on the Sun von Smash Mouth verwendet. Am 28. August 2007 erschien der Film auf DVD, zusammen mit dem Spielfilm The Last Day of Summer von Regisseur Blair Treu.
Der für den Sender Nickelodeon produzierte Jugendfilm basiert auf den seit 2004 erscheinenden Büchern von Wendelin Van Draanen. Die im Film eingearbeiteten Zeichentrickelemente stammen von Spezialisten von Internet-Flash-Seiten, die dafür extra engagiert wurden.

## Kritik
kino.de fasste kurz zusammen: „Schüler-Superheld startet in seiner Heimatstadt einen Feldzug für Wahrheit und Gerechtigkeit.“
efilmcritic.com urteilte: „ein Kinderfernsehfilm, der tatsächlich durchgehend amüsant ist.“